# Kurowo (województwo zachodniopomorskie)
Kurowo (niem. Curow, Kurow) – wieś w Polsce położona w województwie zachodniopomorskim, w powiecie koszalińskim, w gminie Bobolice.
W pobliżu miejscowości przepływa rzeka Radew.

## Architektura
Zabytki chronione prawnie w Kurowie to:

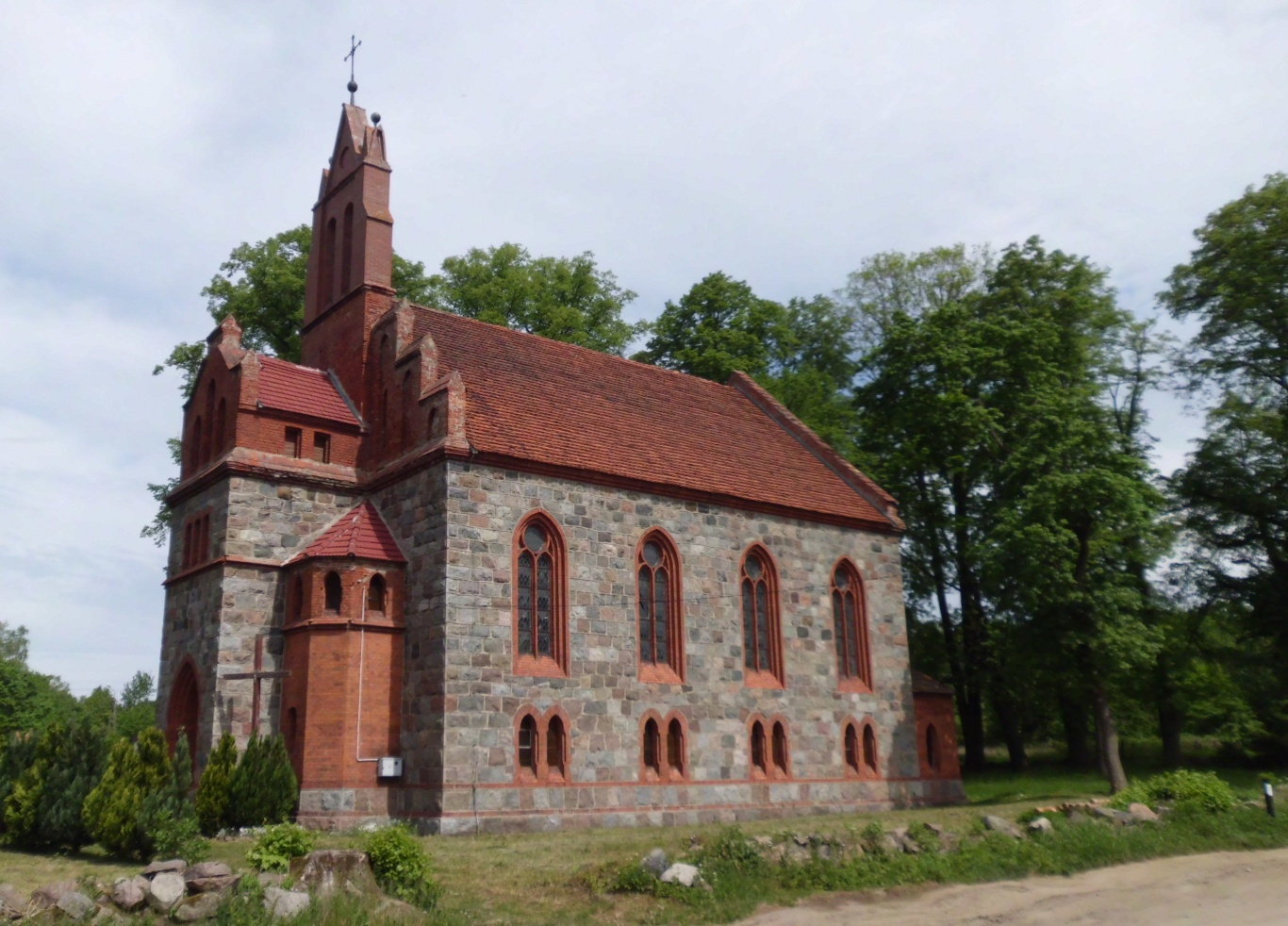
Neogotycki kościół z II połowy XIX w.

- neogotycki kościół pod wezwaniem Bożego Ciała wybudowany w II połowie XIX w. należący do parafii Wniebowzięcia Najświętszej Maryi Panny w Bobolicach,

Istniejący obecnie kościół zbudowany został w XIX wieku, na miejscu wcześniejszej budowli, zapewne z okresu średniowiecza. Najwcześniej wspomniany w aktach wizytacyjnych z XVI wieku. Po przyjęciu przez Pomorze luteranizmu, kościół stał się własnością luteran. W 1653 r. pastorem w Kurowie był Laurentis Hamel z Koszalina. W kościele zatrudniony był również organista, który w XVIII w. mieszkał w domu należącym do wioski. Formy budowli średniowiecznej są nieznane. W poł. XIX w. budowlę tę rozebrano i na jej miejscu, w centrum wrzecionowatego nawisa wsi zbudowano nowy, neogotycki kościół.
- cmentarz kościelny.

## Historia
W dolinie rzeki Radew w bliskiej odległości od miejscowości podczas badań archeologicznych na terenie gminy Bobolice napotkano ślady osadnictwa z IX–XII w. Z zachowanych informacji wynika, iż sama miejscowość została założona w okresie średniowiecza. Prawdopodobnie istniała już w XIII wieku, o czym informuje dokument z 1288. W tym okresie wchodziła w skład dóbr biskupów kamieńskich do okręgu zamkowego w Bobolicach i pozostawała ich własnością do połowy XVII w. Była wsią kościelną, jedną z większych na tym terenie. W XVIII wieku we wsi gospodarowało 15 chłopów, czterech osadników i trzech dzierżawców, zamieszkałych wraz z rodzinami w 35 domach. We wsi istniał, zapewne od czasów średniowiecza, kościół parafialny, do którego należało wiele okolicznych wsi, m.in. Cybulino, Górawino, Ubiedrze. Do kościoła, pozostającego pod patronatem króla, należały znane dobra, z których część należności pobierał król, a część właściciele majątku w Cybulinie. W XIX w. we wsi powstał majątek ziemski, który pod koniec tamtego stulecia należał do rodziny Lehmannów z Koszalina. Wówczas i na początku XX wieku miała miejsce znaczna rozbudowa Kurowa, wraz ze wzniesieniem nowego, neogotyckiego kościoła.